# Hadrawi
Hadrawi, pseudonimo di Mohamed Ibrahim Warsame (Burao, 1943 – Hargheisa, 18 agosto 2022), è stato un poeta e cantautore somalo.
Per aver scritto importanti opere di protesta e per la sua abilità poetica (ha scritto oltre 200 poesie e più di 70 canzoni), Hadrawi è stato soprannominato lo "Shakespeare somalo". I suoi componimenti sono stati tradotti in diverse lingue.

## Biografia
Hadrawi è nato a Burao, situata nella regione di Tug Dair nel Somaliland, una volta parte del Somaliland britannico. È cresciuto in una famiglia nomade, dedita alla pastorizia di cammelli, composta da sette fratelli e una sorella. Nel 1953, all'età di nove anni, andò a vivere con uno zio nella città portuale di Aden nello Yemen. Lì Warsame iniziò a frequentare una scuola locale, dove ricevette il soprannome di "Hadrawi" (Abu Hadra, "Maestro della Parola"), pseudonimo con il quale divenne poi popolarmente conosciuto. Nel 1963 divenne insegnante di scuola elementare.
Dopo che il Somaliland britannico ottenne l'indipendenza (26 giugno 1960) e si unì a quella che era stata la Somalia Italiana (che ottenne l'indipendenza il 1 luglio 1960), Hadrawi si trasferì da Aden a Mogadiscio, la capitale della neonata Repubblica somala, e iniziò a lavorare per Radio Mogadiscio. A Mogadiscio frequentò e poi insegnò nella Lafoole University. Nello stesso periodo lavorò anche per il governo somalo nel Dipartimento dell'Informazione.
In aggiunta ai testi d'amore (tra i quali va ricordato Stupore), fu anche un energico commentatore della situazione politica e soprattutto un critico del regime militare di Siad Barre. 
Nel 1973, Hadrawi scrisse la poesia Siinley e la commedia Tawaawac ("Lamento"), entrambe critiche nei confronti del governo militare allora al potere. Una delle sue poesie di maggior dissenso fu Wadnaha far ku hayaa, della quale divenne molto noto l'estratto Hal la qalay raqdeedaa ("l'uccisione della cammella"). Nelle prime due strofe è evidente il riferimento al saccheggio della Somalia (la cammella che viene sbranata) e alla dittatura (il serpente nel castello):
where the carcass of the she-camel lay,

and what a commotion there was

as each caught at her flesh

pair by pair clawed off their share

frying it in the glare of the sun

and cramming down dry

its crisp skin, crunching the bones.

You'd bare your teeth too to see

their scattered followers come

still cramped with greed, ravenous

at seeing the smoke ascend

from the colossal mountain’s top,

scrambling up cliffs and ravines.

The snake sneaks in the castle:

although it's carpeted with thorns

still the coward casts off his curses

so the courageous must stretch out his neck;

the cob stallion sells his values

in order to cut a fine figure.

When such cockiness struts forth

and even laughter becomes a crime

our country has unfinished business.»
dove giaceva la carcassa della cammella,

e che confusione c'era

come ognuno ha preso la sua carne

pezzo per pezzo ha strappato la propria parte

cuocendola alla luce del sole

e stipandola secca

la sua pelle croccante, le sue ossa scricchiolanti.

Anche avresti scoperto i denti nel vedere

accorrere i loro seguaci prima sparsi

con i crampi dell’avidità, famelici

nel vedere il fumo salire

dalla cima del colossale monte,

arrampicandosi su rupi e burroni.

Il serpente si insinua nel castello:

anche se è tappezzato di spine

il codardo lancia ancora le sue maledizioni

così il coraggioso deve tendere il collo;

lo stallone svende i suoi valori

per fare bella figura.

Quando una tale spavalderia si pavoneggia

e anche ridere diventa un crimine

il nostro paese ha affari in sospeso.»
Per questo contrasto con il regime fu successivamente arrestato e detenuto in un'abitazione a Qansax Dheere, una zona remota nel sud della Somalia, fino all'aprile del 1978.
Dopo la sua scarcerazione nel 1978, Hadrawi divenne il Direttore della sezione artistica dell'Accademia di Scienze, Arti e Letteratura della Repubblica somala. In seguito si unì al Movimento Nazionale Somalo di opposizione con sede in Etiopia, per liberare il precedente Somaliland britannico dalla dittatura e dall'oppressione della Repubblica Somala che aveva preso di mira il clan Isaaq di cui Hadrawi faceva parte. Il genocidio, perpretrato fra il 1987 e il 1989, divenne noto come il "Genocidio degli Isaaq" o "L'olocausto di Hargeisa". In questo periodo e negli anni successivi Hadrawi divenne una voce molto importante nella denuncia delle violenze verso i popoli Isaaq del Somaliland, e continuò ad esserlo nel commentare la difficile situazione del popolo di lingua somala.
Hadrawi si trasferì nel Regno Unito nel 1991 dopo la liberazione del Somaliland britannico e la revoca dell'unione tra la Somalia britannica e la Somalia italiana. Dal 1991 al 1999 viaggiò frequentemente in tutta l'Europa e nel Nord America per partecipare a festival di folklore e poesia.
Nel 1999, Hadrawi tornò ancora una volta nel suo nativo Somaliland, questa volta stabilendosi ad Hargheisa. L'anno successivo, il sindaco di Chicago lo invitò a partecipare al Millennium Festival della città.
Hadrawi in seguito visse a Burao e, secondo quanto riferito, fece un pellegrinaggio alla Mecca.
Hadrawi è morto ad Hargeisa, nel Somaliland, il 18 agosto 2022, all'età di 79 anni.

## Contributi alla musica popolare
Oltre a volumi di poesie e decine di opere teatrali, Hadrawi partecipò a numerose collaborazioni con famosi artisti vocali. Il suo corpus lirico comprende:
- Beledweyne - canzone eseguita da Hasan Adan Samatar nel 1974[9]
- Saxarlaay ha Fududaan - cantata da Mohamed Mooge Liibaan
- Jacayl Dhiig Ma Lagu Qoray - cantata dalla cantante Xaliimo Khaliif Magool, e successivamente tradotta da Hanna Barket come "Is Love Written in Blood?" (L'amore è scritto nel sangue?). Un'altra traduzione della canzone, appartenente al linguista britannico e decano degli studi somali Martin Orwin, è "Has Love Been Blood-written"[10]. Il titolo fa riferimento ad un curioso episodio, avvenuto durante una tournée della cantante Magool. Vedendola cantare, un non ben precisato “Uomo Sudanese” si sarebbe innamorato di lei, il quale le scrisse poi una lettera d’amore in arabo. Non sapendo leggere in questa lingua, Magool chiese ad Hadrawi di tradurla per lei ma, durante la lettura, il poeta si accorse che l’inchiostro rosso con cui era scritta era in realtà sangue. Da qui nacque il suo poema (164 versi nella versione somala) L’amore è stato scritto nel sangue. Martin Orwin ne fornisce un’esaustiva interpretazione in un suo saggio (dove c’è anche la traduzione somalo-inglese), mettendola a paragone con Beledweyne, un’altra poesia d’amore di Hadrawi ma dai toni più classici. In L’amore è stato scritto nel sangue, invece, Hadrawi utilizza i parametri temporali dell’incontro fra un uomo e una donna (10 giorni, 1 anno, 1.000 notti) per scindere l’amore in due piani: quello mondano e quello non-mondano. Il paesaggio inoltre, sempre così ben definito nelle sue poesie, è qui trattato in modo generico e opaco, tanto da conferire al sentimento fra i due amanti il carattere dell’amore universale[11].

## Premi
Nel 2012, Hadraawi ricevette il Prince Claus Award per il suo contributo alla pace attraverso la poesia e per aver guidato una "Marcia per la pace" per promuovere la comprensione e la riconciliazione tra le regioni somale e la diaspora.

## Opere
In Italia le opere di Hadrawi sono quasi del tutto sconosciute ed esistono pochissime traduzioni, o edizioni critiche, direttamente dal somalo. È in corso tuttavia una piccola traduzione dall'inglese dei componimenti di Hadrawi:
- Madre ("Hooyo", 1973). Traduzione di Francesco Antinucci e Cali Axmed Faarax [14]
- L'arcobaleno che è scomparso ("Jeegaanta dhalatee") Traduzione di Giorgio Banti[15]
- Stupore ("Cajebey") [16]
- L'uccisione della cammella ("Hal la qalay raqdeedaa")[17]
- L’amore è stato scritto con il sangue ("Jacayl Dhiig ma lagu Qoray")[18]

Il Poetry Translation Center presenta inoltre sul proprio sito una collezione dei testi più rappresentativi, nella doppia versione inglese-somalo, con presenza di commento:
- Dhigaalka Far Soomaaliga ("Settling the Somali Language")[19]
- Cajebey ("Amazement")[20]
- Hal la qalay raqdeedaa ("The Killing of the She-Camel")[21]
- Sirta Nolosha ("Life’s Essence")[22]
- Bulsho ("Society")[23]
- Daalacan ("Clarity")[24]